# Piper glaberrimum
Piper glaberrimum är en pepparväxtart som beskrevs av C. Dc.. Piper glaberrimum ingår i släktet Piper och familjen pepparväxter. Inga underarter finns listade i Catalogue of Life.